# 法贡德斯
法贡德斯是巴西帕拉伊巴州的一个市镇。总面积162.101平方公里，总人口11830人，人口密度73人/平方公里。